# Letnie Igrzyska Paraolimpijskie 1996

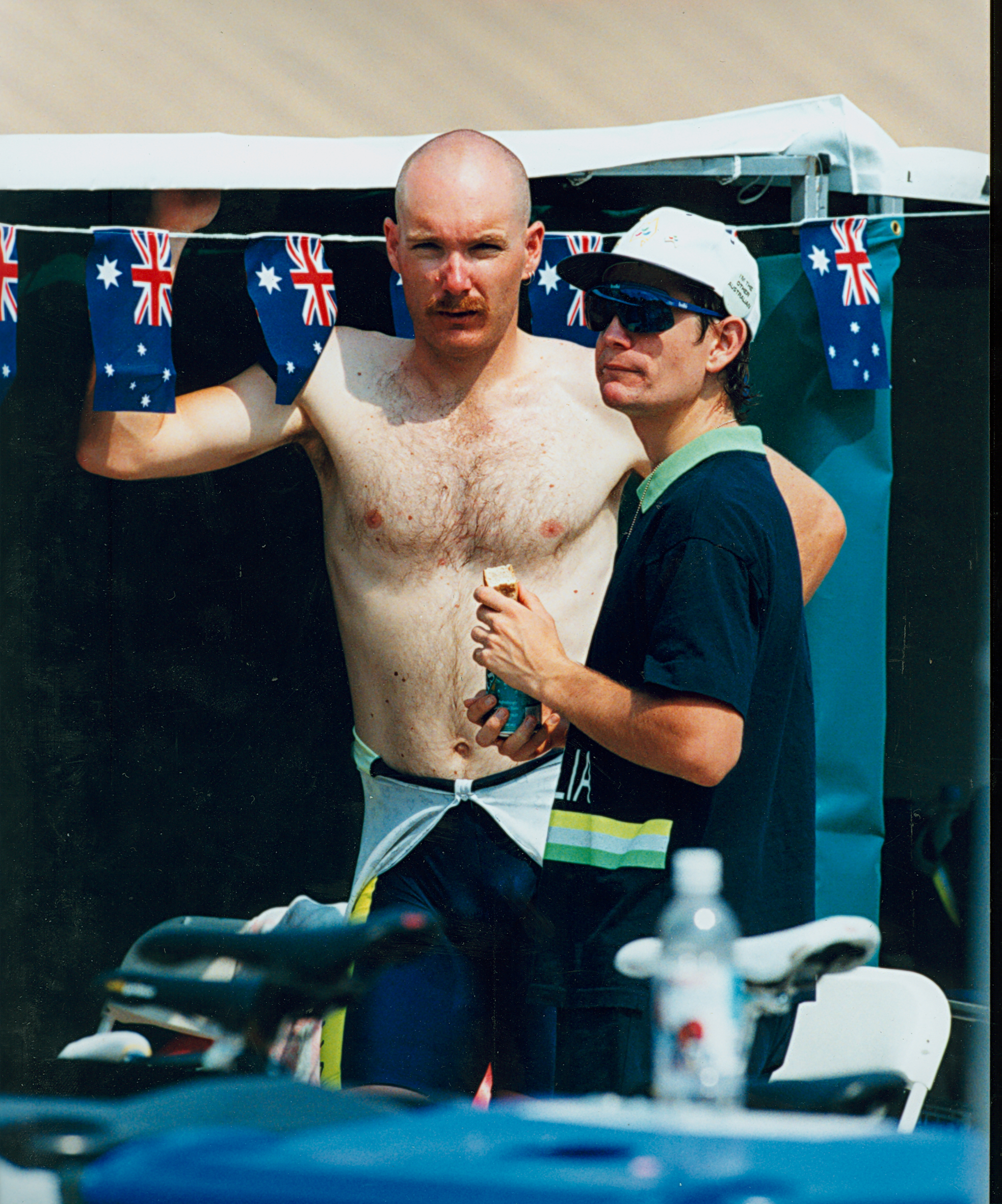

X Letnie Igrzyska Paraolimpijskie odbyły się w dniach 16-25 sierpnia w Atlancie. W igrzyskach startowały 104 państwa. Zostało rozegranych 508 konkurencji. Igrzyska otworzył wiceprezydent Stanów Zjednoczonych Al Gore. Głównym stafionem igrzysk był Centennial Olympic Stadium.

## Dyscypliny
| - łucznictwo - lekkoatletyka - boccia - kolarstwo - jeździectwo - piłka siedmioosobowa - goalball - judo - podnoszenie ciężarów | - strzelectwo - pływanie - tenis stołowy - siatkówka - koszykówka na wózkach - szermierka na wózkach - tenis na wózkach - kręglarstwo |

## Tabela medalowa

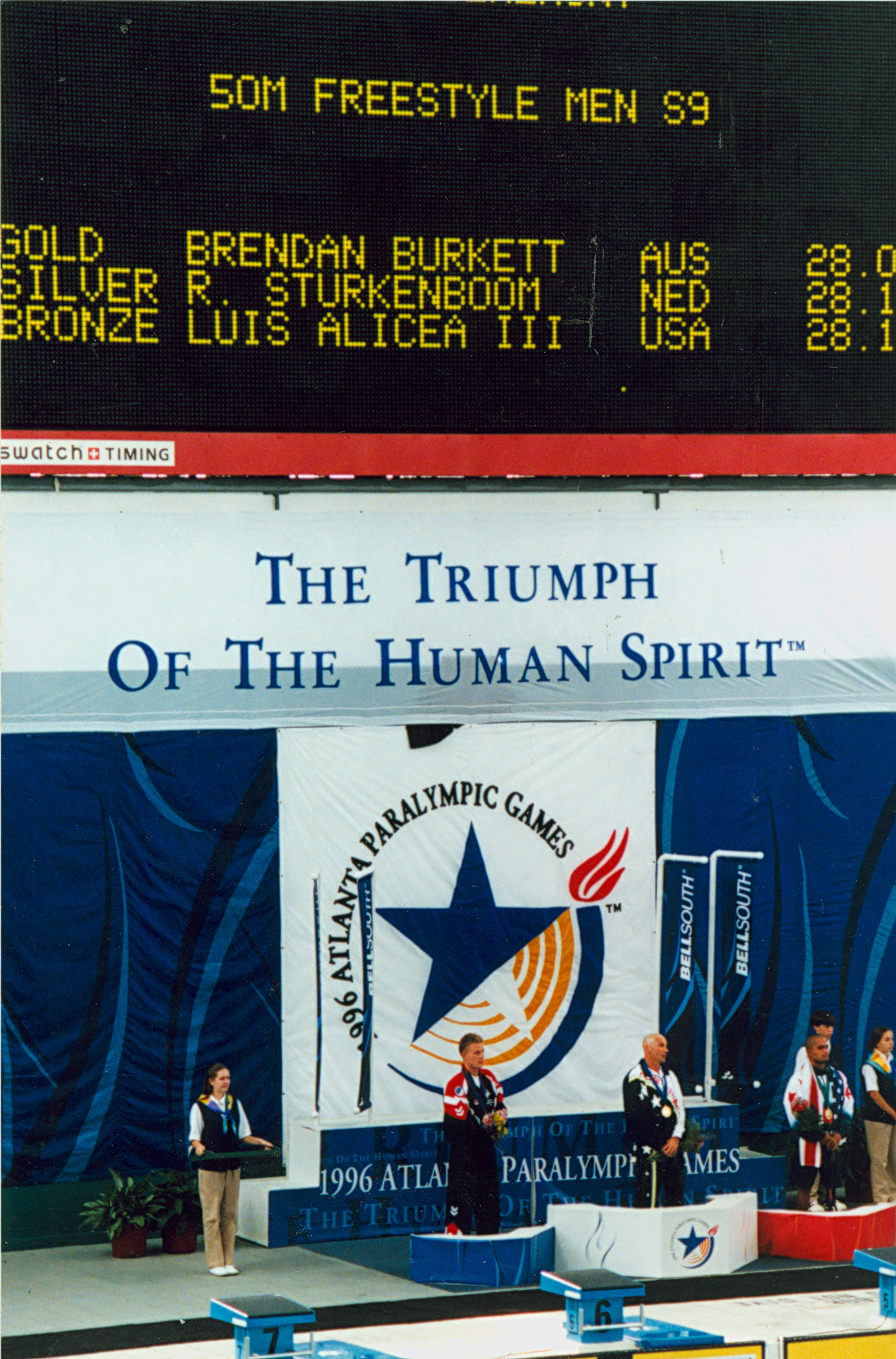
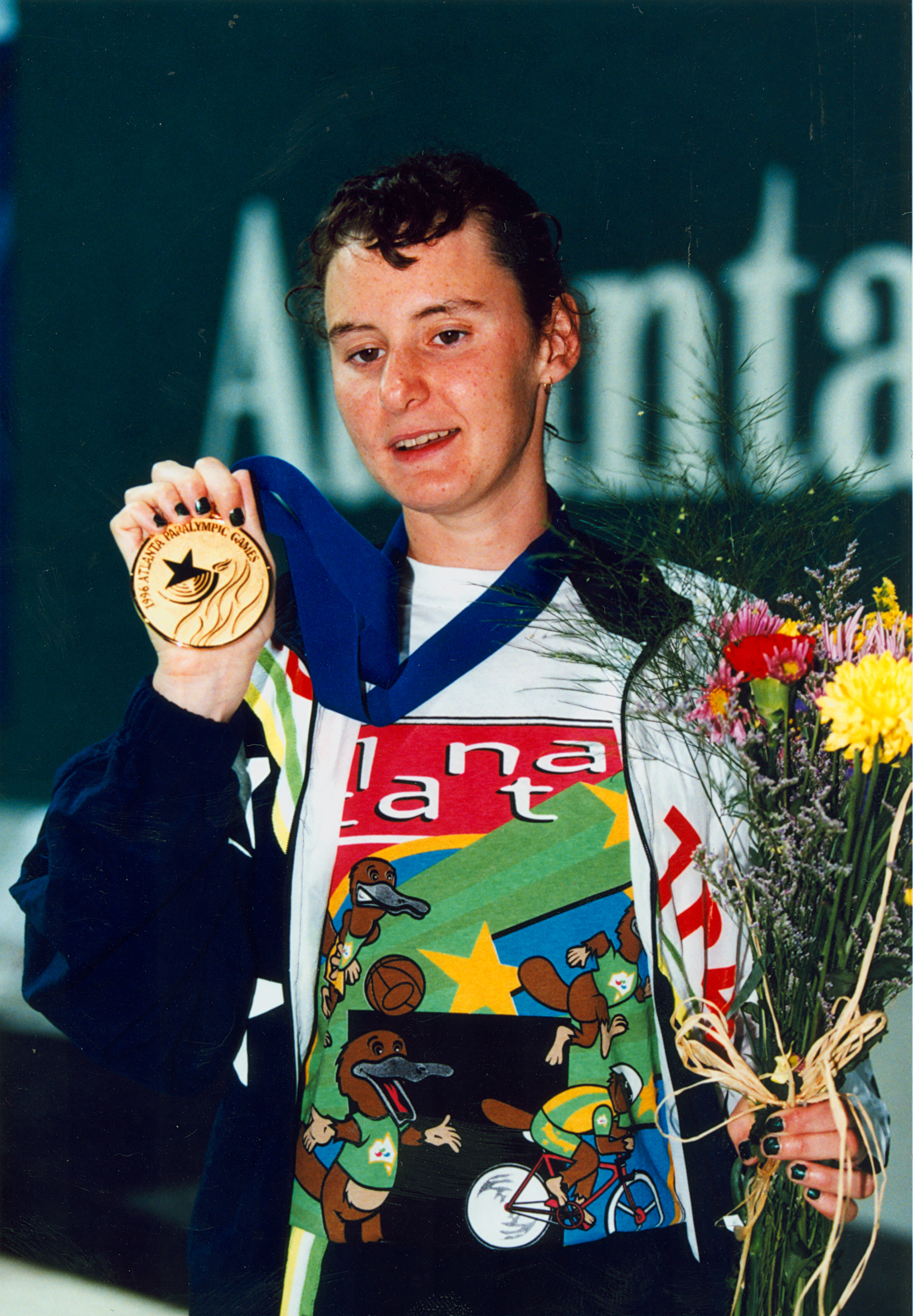
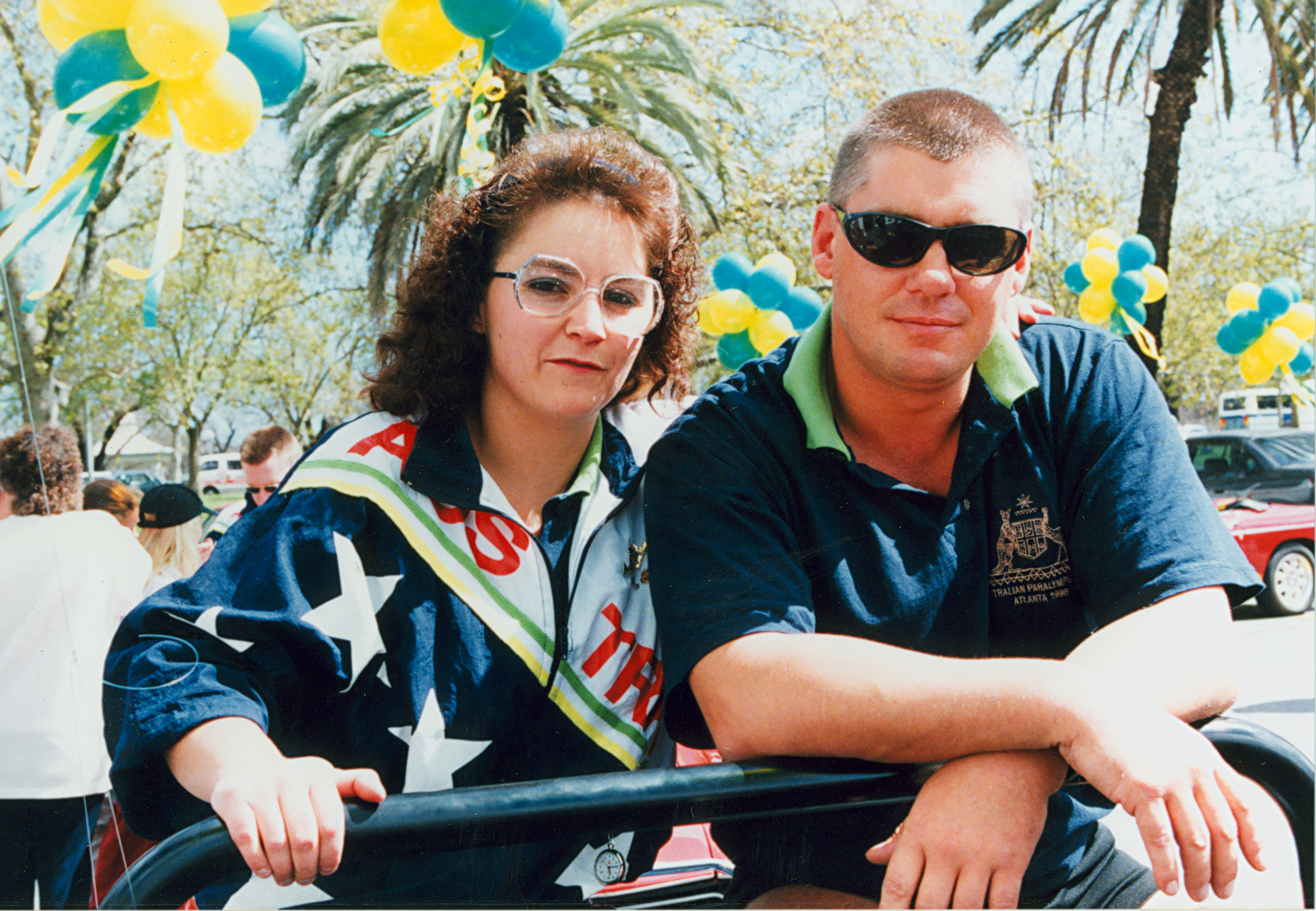
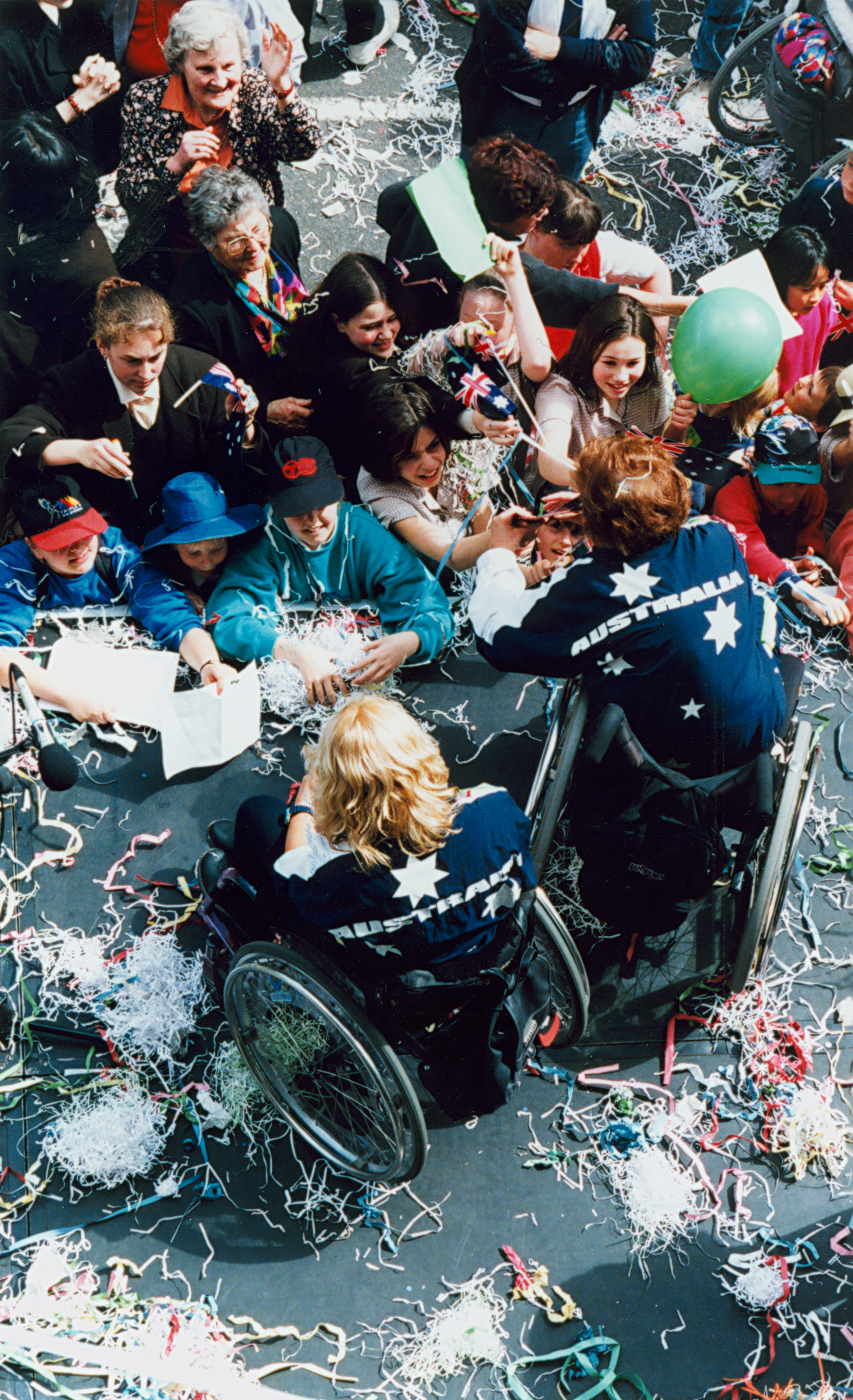
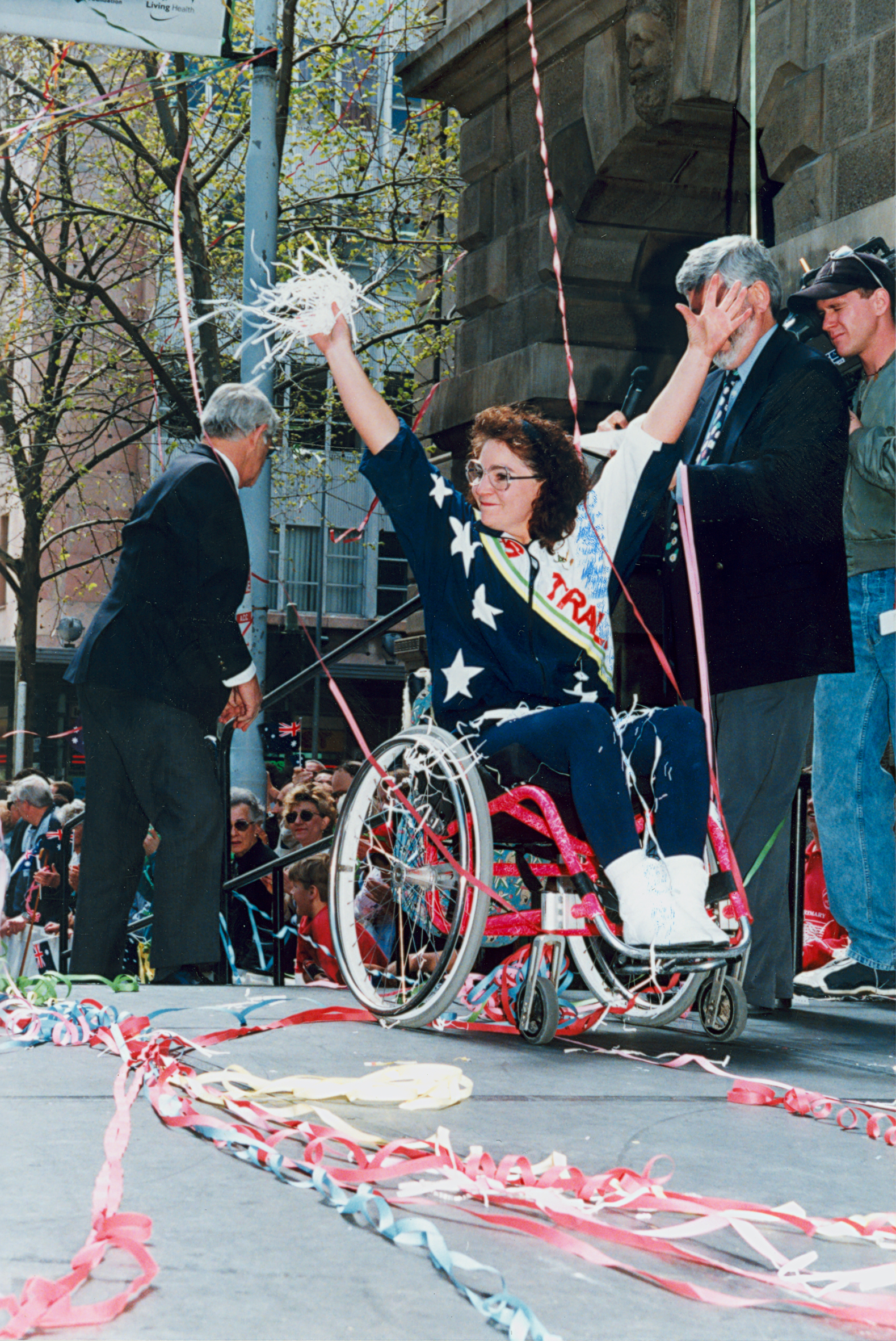

| Rk  | Kraj              | Złoto | Srebro | Brąz | Razem |
| 1.  | Stany Zjednoczone | 46    | 47     | 66   | 159   |
| 2.  | Australia         | 42    | 37     | 27   | 106   |
| 3.  | Wielka Brytania   | 40    | 42     | 41   | 123   |
| 4.  | Niemcy            | 40    | 58     | 51   | 149   |
| 5.  | Hiszpania         | 39    | 31     | 36   | 106   |
| 6.  | Francja           | 35    | 29     | 31   | 95    |
| 7.  | Kanada            | 24    | 23     | 24   | 71    |
| 8.  | Holandia          | 17    | 11     | 17   | 45    |
| 9.  | Chiny             | 16    | 13     | 10   | 39    |
| 10. | Japonia           | 14    | 10     | 13   | 37    |
| 11. | Polska            | 13    | 14     | 8    | 35    |